# Curtilles
Curtilles es una comuna suiza del cantón de Vaud, situada en el distrito de Broye-Vully. Limita al norte con la comuna de Valbroye, al noreste con Dompierre, al este con Lovatens, al sur con Sarzens, Chesalles-sur-Moudon y Moudon, y al oeste con Lucens.
La comuna hizo parte hasta el 31 de diciembre de 2007 del distrito de Moudon, círculo de Lucens.

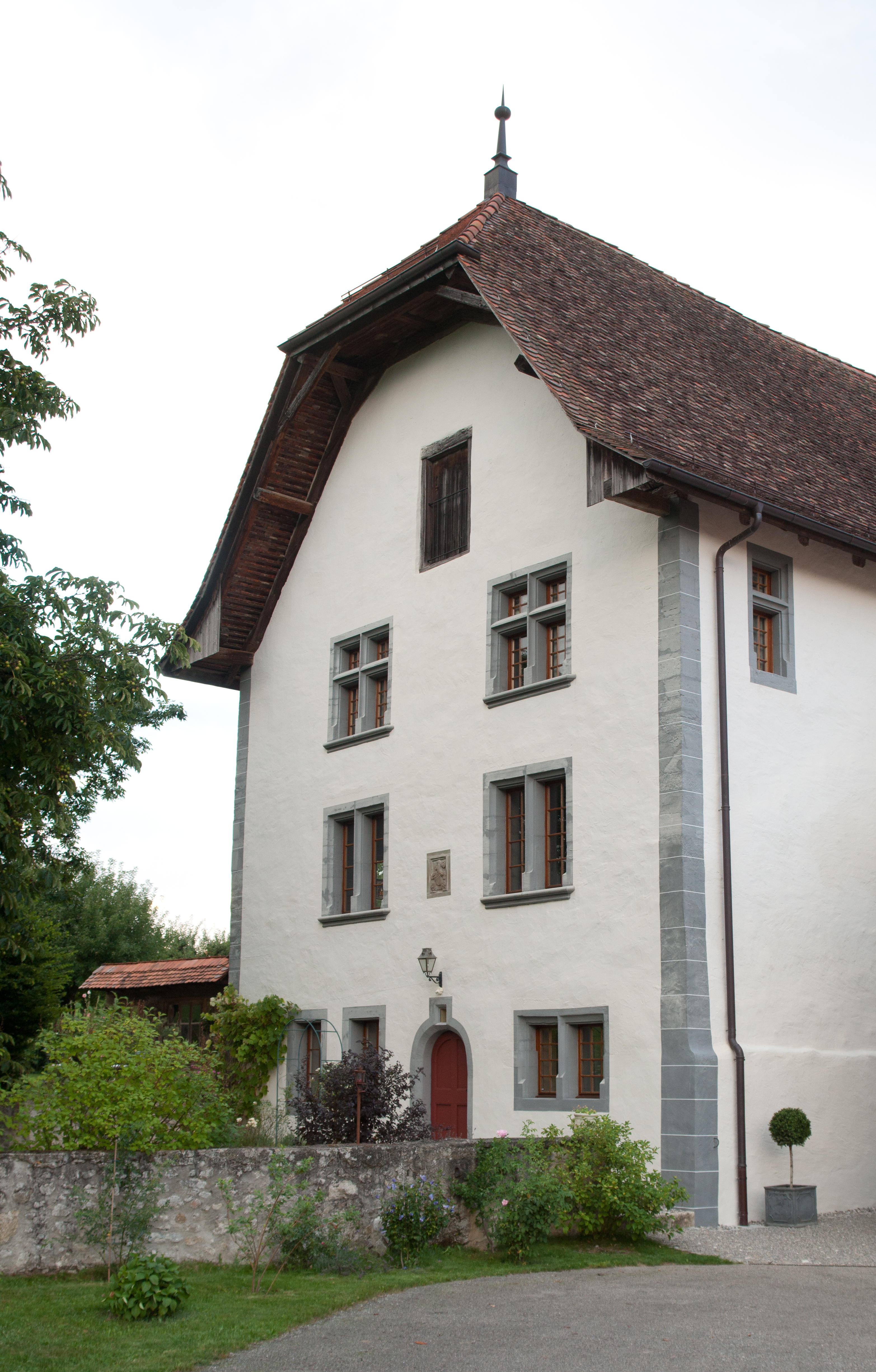
Castillo de Curtilles.